# Magdeleine Cécile Popelin
Pour les articles homonymes, voir Popelin.
Magdeleine Cécile Popelin, née le 2 juin 1869 à La Pacaudière et morte le 31 juillet 1949 à Paris, est une peintre française.

## Biographie
Madeleine Cécile Félicité Popelin est la fille de Jules, Jean Etienne Popelin, receveur de l'Enregistrement et de Marie, Joséphine, Emilie Vignat.
Élève de Dieudonné Auguste Royer, elle expose au Salon à partir de 1897.
Elle meurt célibataire à son domicile de la rue Yves-Toudic à l'âge de 80 ans.